# Edifici Altino Arantes

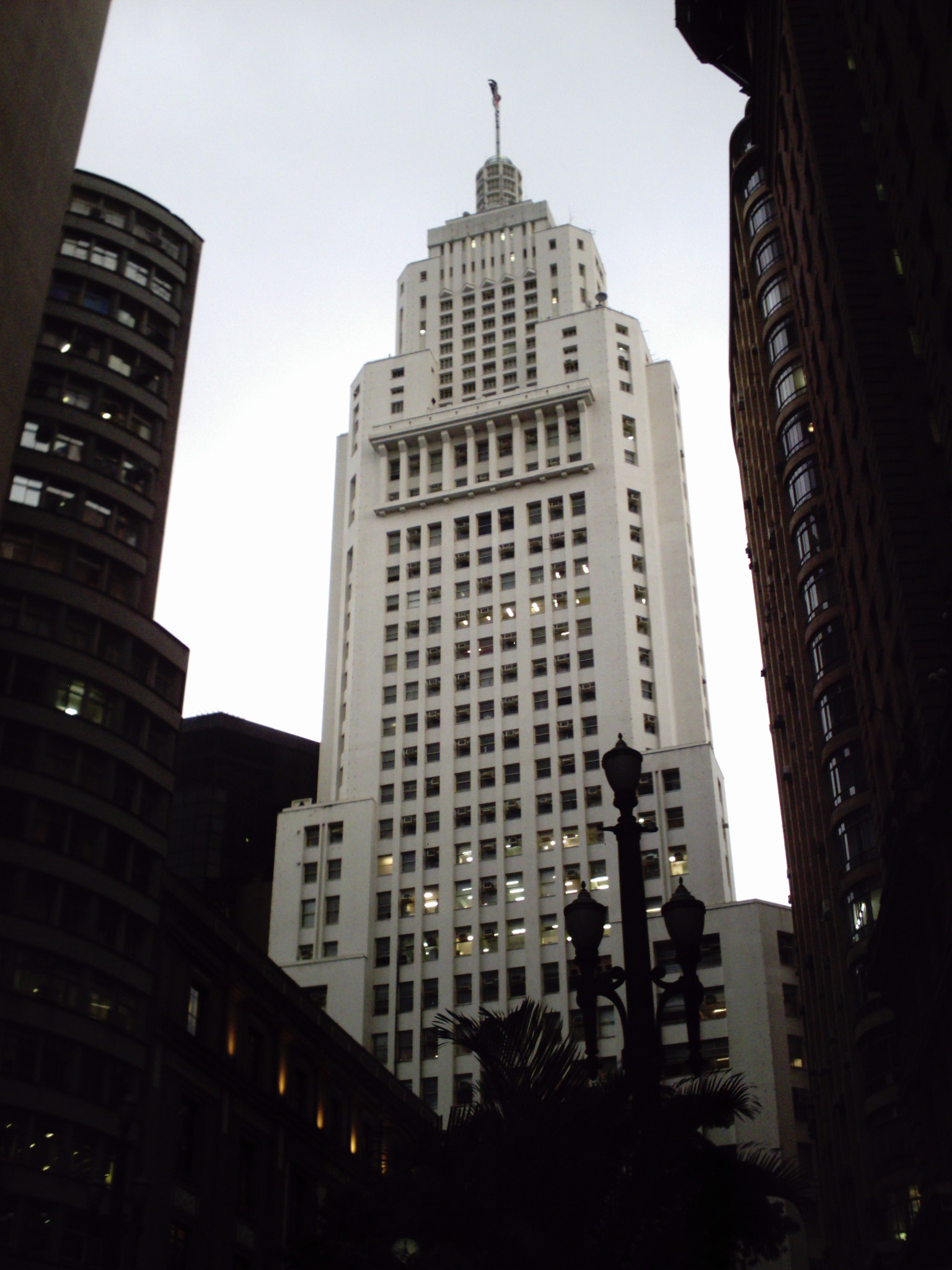
Edifício Altino Arantes

L'Edifício Altino Arantes, també anomenat Edifício do Banespa o Banespão, és un edifici de 40 plantes a la ciutat de São Paulo. Amb 161 metres, és el quart gratacel més alt de Brasil. Va ser inaugurat l'any 1947.